# 1196년

## 연호
- 남송(南宋) 경원(慶元) 2년
- 금(金) 명창(明昌) 7년 / 승안(承安) 원년
- 일본(日本) 겐큐(建久) 7년
- 서하(西夏) 천경(天慶) 3년
- 리 왕조(李朝) 티엔뜨자투이(天資嘉瑞) 11년

## 기년
- 남송(南宋) 영종(寧宗) 2년
- 금(金) 장종(章宗) 7년
- 고려(高麗) 명종(明宗) 26년
- 서하(西夏) 환종(桓宗) 3년
- 리 왕조(李朝) 고종(高宗) 21년

## 사건
- 칭기즈칸 1차즉위
- 최충헌 집권
- 최충헌이 봉사십조라는 개혁안을 올림

## 사망
- 5월 7일 - 고려(高麗)의 무신정권(武臣政權) 집권자(執權子) 이의민(李義旼)
- 고려(高麗)의 무신(武臣) 이지순(李至純)
- 고려(高麗)의 무신(武臣) 이지영(李至榮)
- 고려(高麗)의 무신(武臣) 이지광(李至光)
- 고려(高麗)의 무신(武臣) 손석(孫碩)